# Juan Mario Sánchez
Juan Mario Sánchez (Medellín, 28 de desembre de 1966) és un escriptor, periodista i professor colombià.

## Biografia
Va estudiar en Educació, Espanyol i Literatura a la Universitat d'Antioquia.
Té un diplomat en Periodisme per l'Institut FEC. Va publicar columnes d'opinió en Las2orillas i actualment en Colombià Indignat. Com a periodista i escriptor a deferit del procés de pau a Colòmbia.
Va escriure les novel·les: La otra cara de la muerte (Fons Editorial Eafit, 2012), Cómo una melodía (Síl·laba editors, 2015) i Mi noche a Buenos Aires (Lira editors, 2018), i els llibres de poemes: Naufragio a la noche (2000), En el panteón de Eros (2004). Va obtenir una menció del Premi de Poesia José Manuel Arango a Colòmbia.
El 2001 rep un reconeixement públic de l'Alcaldia Medellín i de la Secretaria d'Educació de l'Municipi de Medellín amb motiu del dia de l'llibre i de l'idioma.

## Llibres
Ha publicat diferents llibres com:
- 2000, Naufragio en la noche
- 2004, En el panteón de Eros (ISBN 958-33-6022-8)
- 2012, La otra cara de la muerte (ISBN 978-958-720-128-4)
- 2015, Como una melodía (ISBN 978-958-8794-56-3)
- 2018, Mi noche en Buenos Aires (ISBN 978-958-48-4029-5)